# Beania crotali
Beania crotali is een mosdiertjessoort uit de familie van de Beaniidae. De wetenschappelijke naam van de soort is, als Diachoris crotali, voor het eerst geldig gepubliceerd in 1852 door Busk.